# Pucciniastrum guttatum
Pucciniastrum guttatum är en svampart som först beskrevs av Joseph Schröter, och fick sitt nu gällande namn av Hyl., Jørst. & Nannf. 1953. Pucciniastrum guttatum ingår i släktet Pucciniastrum och familjen Pucciniastraceae.   Inga underarter finns listade i Catalogue of Life.